# Egílops
Egílops (Aegilops) és un gènere de plantes de la família de les poàcies, ordre de les poals, subclasse de les commelínides, classe de les liliòpsides, divisió dels magnoliofitins. Les plantes d'aquest gènere es coneixen popularment com a aranyetes o blat bord.
El gènere Aegilops és essencial en l'evolució del blat comestible a causa del seu paper en dos esdeveniments d'hibridació primordials. L'espelta petita (Triticum dicoccoides), junt amb el blat bojal una de les primeres espècies de cereals domesticada per l'home, vers el 7500 aC, a l'Orient Mitjà, és el resultat de la hibridació de dues gramínees silvestres diploides: un blat "salvatge", Triticum urartu, i una espècie encara no identificada d'Aegilops relacionada amb Aegilops speltoides.

## Taxonomia
Entre les espècies principals hi ha: 
- Aegilops bicornis (Forssk.) Jaub. & Spach
- Aegilops biuncialis Vis.
- Aegilops columnaris Zhuk.
- Aegilops comosa Sm.
- Aegilops crassa Boiss.
- Aegilops cylindrica Host
- Aegilops geniculata Roth - traiguera, blat de perdiu, blat del diable
- Aegilops juvenalis (Thell.) Eig
- Aegilops kotschyi Boiss.
- Aegilops longissima Schweinf. & Muschl.
- Aegilops markgrafii (Greuter) K. Hammer
- Aegilops neglecta Req. ex Bertol. - traiguera de tres espines
- Aegilops peregrina (Hack.) Maire & Weiller
- Aegilops searsii Feldman & Kislev ex K. Hammer
- Aegilops sharonensis Eig
- Aegilops speltoides Tausch - blat bord grec
- Aegilops tauschii Coss.
- Aegilops triuncialis L. - blat bord, blat de perdiu, blat del diable
- Aegilops umbellulata Zhuk.
- Aegilops uniaristata Vis.
- Aegilops vavilovii (Zhuk.) Chennav.
- Aegilops ventricosa Tausch - bonyets, bonyets aspres, blat del diable